# Восточная птица-бич
Восточная птица-бич (лат. Psophodes olivaceus) — вид птиц семейства Psophodidae.
Эндемик Австралии. Распространён вдоль восточного побережья. Живёт во влажных лесах с преобладанием эвкалипта с наличием густого подлеска.
Птица длиной 25—30 см и массой 48—75 г. Тело крепкое с округлой головой, коротким, клиновидным клювом, крепкими ногами и длинным хвостом с прямым концом. На голове есть хохолок. Шея, спина, крылья, надхвостье оливково-зелёные. Первичные кроющие крыльев чёрные. Грудь и брюхо серо-оливковые. В середине брюха есть ряд белых перьев. Голова, горло, верхняя часть груди и хвост глянцево-чёрные, с наличием двух эффектных белых усов, которые идут от нижней челюсти косо вниз к бокам шеи. Эти усы отсутствуют у самок, которые имеют также более тусклую окраску. У обоих полов клюв и ноги черноватые, а глаза — коричнево-янтарные.
Наземная птица, летает редко и неохотно. Активна днём. Держится поодиночке или парами, реже небольшими стайками. Питается насекомыми, на которых охотится на земле, реже семенами и ягодами. Моногамные птицы. Сезон спаривания длится с июля по февраль. Самка занимается строительством гнезда. Чашеобразное гнездо располагается между ветвями кустарников на высоте 1—3 м над землёй. В кладке 2—3 синевато-коричнево-чёрных яиц. Инкубация длится около двадцати дней. Насиживает только самка. Самец участвует совместно с самкой в выкармливании птенцов.